# Politique étrangère de la Belgique
La Belgique est membre fondateur de l'Union européenne et de l'OTAN. Son territoire abrite les principales institutions de ces deux organisations internationales.
Le Service public fédéral Affaires étrangères est le ministère des Affaires étrangères du gouvernement du royaume de Belgique chargé de la politique étrangère et des relations au sein de l'Union européenne.

## Organisations internationales
La Belgique est aussi un membre ou est affiliée à de nombreuses organisations internationales : ACCT, AEN, AID, AIE, AIEA, BAfD, BAsD, BEI, Benelux, BERD, BID, BIRD, BRI, CCC, CE, CERN, CIO, CNUCED, Comité Zangger, CPA, CPEA, CPI, ESA, ESO, FAO, FIDA, FISCR, FMI, Groupe d'Australie, GFN, G-10, Inmarsat, Interpol, ISO, MICR, MINUK, MONUC (observateurs), OACI, OCDE, OEA (observateur), OEB OTAN, OHI, OIAC, OIM, OIT, OMC, OMD, OMI, OMM, OMPI, OMS, ONU, ONUDI, ONUST, OSCE, SFI, UE, UEM, UEO, UIT, UNECE, UNESCO, UNHCR, UNMOGIP, UNRWA, UPU. La Belgique est aussi membre de l'Organisation internationale de la francophonie et de l'Assemblée parlementaire de la francophonie.

## Représentations diplomatiques

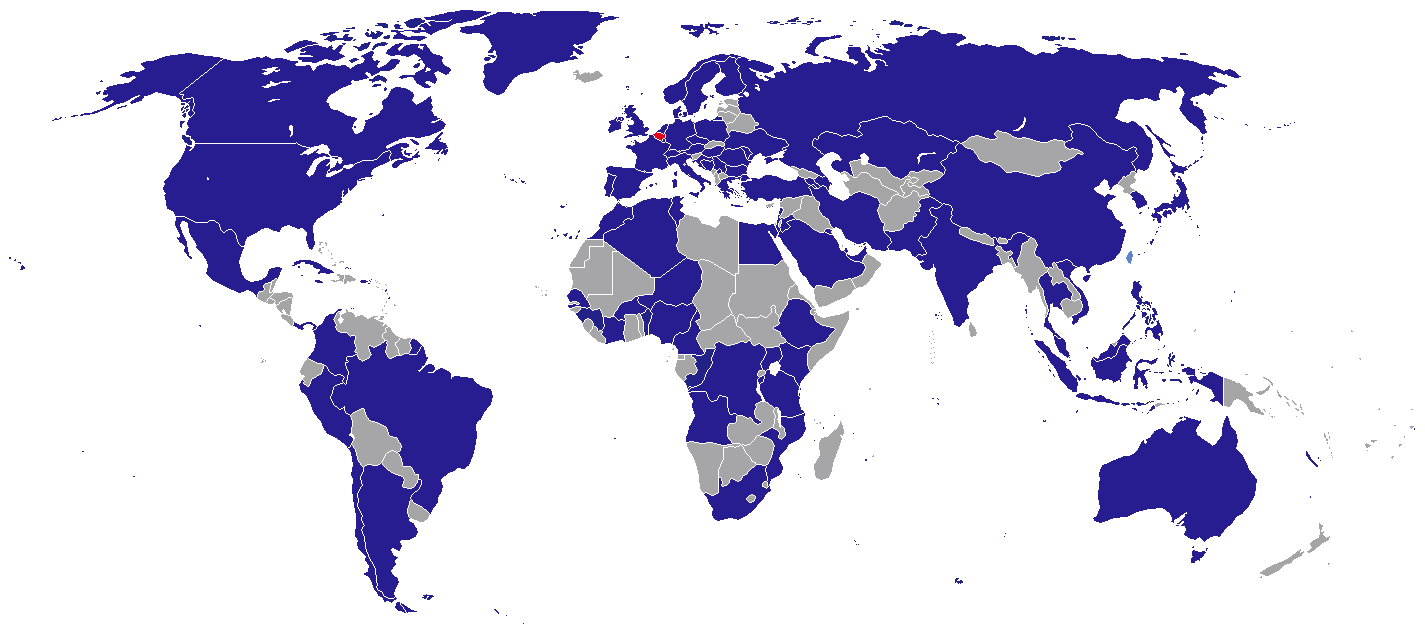
Bleu : représentations diplomatiques de la Belgique (présence d'une ambassade ou d'un consulat).
Rouge : Belgique. Gris : Absence de relations diplomatiques.

## Relations bilatérales
Voir aussi : Catégorie:Relations bilatérales de la Belgique

## Belgian First Aid & Support Team
Le 15 juillet 2024, l'ambassadeur du Bangladesh en Belgique, au Luxembourg et auprès de l'Union européenne, Mahbub Hassan Saleh, et Dr Chloé Spilleboudt, médecin-chef de l'Institut Bordet, ont signé un protocole d'accord sur la coopération en matière de soins et de recherche contre le cancer entre l'Institut national de recherche sur le cancer et l'hôpital, au Bangladesh, et le Bordet Cancer Institute de l'Hôpital universitaire de Bruxelles, en Belgique.